# Santa Comba
Santa Comba es un municipio español situado en la provincia de La Coruña, en la comunidad autónoma de Galicia. Pertenece a la comarca del Jallas.

## Escudo

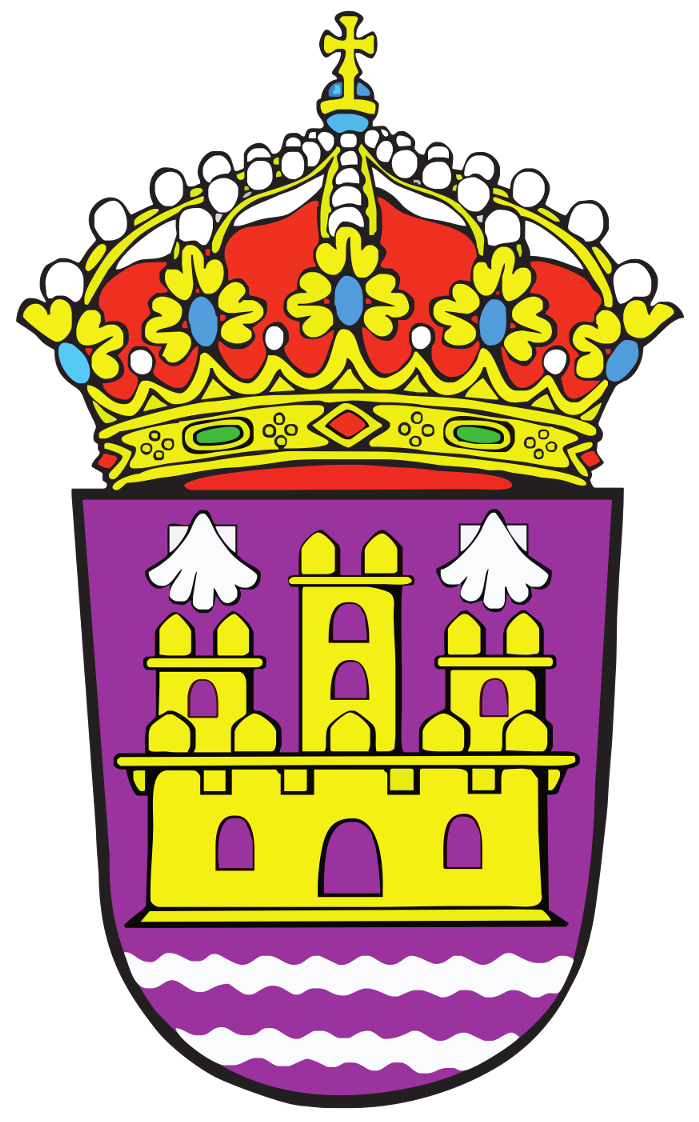
Representación del escudo utilizado por el ayuntamiento

El escudo heráldico municipal fue aprobado mediante el decreto 545/2005, de 20 de octubre, publicado en el Diario Oficial de Galicia el 31 de octubre de 2005. Su descripción es la siguiente:

De púrpura, un castillo de oro (amarillo), sobre ondas de plata, sumado en los flancos de dos veneras también de plata. Al timbre, corona real cerrada

## Situación
Su capital municipal es Santa Catalina de Armada, hoy fusionada con el núcleo poblacional de Santa Comba, situada casi en el centro geográfico del municipio. Bien comunicada a 62 km de La Coruña, 38 km de Santiago de Compostela (ambas con aeropuertos) y a 68 km del cabo Finisterre.

## Historia
Santa Comba perteneció a un señorío nobiliario y después eclesiástico hasta que a mediados del siglo XIX, alcanzó su independencia. Sin embargo, no es hasta la década de los cuarenta cuando se desarrolla el actual núcleo urbano en torno a un importante mercado y cruce de caminos.
Tras la guerra civil española el municipio se convirtió en una de las principales zonas mineras de wolframio que fue llevado a Alemania para fabricar material bélico durante la Segunda Guerra Mundial.

## Geografía
Su geografía se caracteriza por su relieve relativamente llano, amesetado y con suaves ondulaciones. Con una altitud sobre el nivel del mar entre 300 y 500 m. El clima es atlántico muy húmedo propio de las zonas costeras de Galicia. Las precipitaciones son muy abundantes, sobre todo entre los meses de noviembre y febrero.
El río Jallas nace en su término municipal, que lo cruza de noroeste a suroeste. Su cabecera está en las parroquias de Bazar y Vilamaior. Recibe aguas, a su paso por Santa Comba, de los ríos Mira, Guisande, García, Vilar y Abuín. Casi la mitad de la cuenca del río Jallas, 504 km², se encuentra en el municipio de Santa Comba. 
El río Abuín, principal afluente del río Jallas, nace en la Pedra do Penedo. En su nacimiento se llama Rego da Illa. Rodea la parroquia de Freixeiro, pasa por las parroquias de Ser y Alón y a su paso por Truebe (parroquia de Mallón), serpentea 19 km para desembocar en el Jallas.

## Geografía humana

### Demografía
Cuenta con una población de 9319 habitantes (INE 2024).
| Gráfica de evolución demográfica de Santa Comba entre 1842 y 2021                                                     |
| |
| Población de derecho según los censos de población del INE. Población de hecho según los censos de población del INE. |

### Población por núcleos
Desglose de población según el Padrón Continuo por Unidad Poblacional del INE.
| Núcleos      | Habitantes (2014) | Varones | Mujeres |
| ------------ | ----------------- | ------- | ------- |
| A Pereira    | 354               | 173     | 181     |
| Alón         | 352               | 164     | 188     |
| Arantón      | 328               | 153     | 175     |
| Bazar        | 371               | 173     | 198     |
| Castriz      | 838               | 413     | 425     |
| Cícere       | 420               | 204     | 216     |
| Esternande   | 100               | 44      | 56      |
| Fontecada    | 503               | 250     | 253     |
| Freixeiro    | 488               | 229     | 259     |
| Grixoa       | 410               | 196     | 214     |
| Mallón       | 406               | 184     | 222     |
| Montouto     | 316               | 148     | 168     |
| Padreiro     | 198               | 91      | 107     |
| Santa Comba  | 3376              | 1651    | 1725    |
| Santa Sabiña | 762               | 356     | 406     |
| Ser          | 189               | 93      | 96      |
| Vilamaior    | 308               | 150     | 158     |

## Parroquias
Parroquias que forman parte del municipio:
- Alón (Santa María)
- Arantón (San Vicente)
- Bazar (San Mamed)
- Castriz (San Pedro)
- Cícere (San Pedro)
- Esternande (Santa María)
- Fontecada (San Martiño)
- Freijeiro[7]
- Grijoa ( San Juan)
- Mallón (San Cristobo)
- Montouto (Santa María)
- Padreiro (Divino Salvador)
- Pereira[7]
- Santa Comba (San Pedro)
- Santa Sabina[7]
- Ser (San Pedro)
- Villamayor[7]

## Educación y cultura
El municipio tiene:
- Dos Colegios públicos de Educación Infantil y Primaria (en Santa Catalina y el lugar de Traba).
- un colegio privado-concertado de Educación Infantil y Primaria.
- Un Colegio Rural Agrupado.
- Un Instituto de Enseñanza Secundaria Obligatoria y Bachillerato
- Un Centro de Formación Profesional.
- Una escuela municipal de música.
- Una casa de cultura.

## Economía local
Su gran extensión y una orografía eminentemente plana convierten a este municipio en un lugar óptimo para el desarrollo de actividades agrícolas y ganaderas. Tras un fuerte proceso de industrialización y especialización, en la actualidad Santa Comba es uno de los principales productores de leche de Galicia, y el tercero en número de cabezas de ganado vacuno(20.055), por detrás de Lalín (25.366)y Pastoriza (21.465) y justo por encima del vecino Mazaricos (20.053) y de Sarria (19.874). Cabe destacar también la importancia de la producción maderera en áreas forestales, y el reciente desarrollo de la energía eólica, por el emplazamiento del municipio, idóneo por su altura y sus vientos.
El núcleo urbano, capital del municipio, acoge una intensa actividad comercial sobre todo en el sector servicios. Santa Comba funciona como cabeza de comarca a la que acuden a hacer sus compras no sólo vecinos del propio municipio, sino también de Mazaricos, Zas, A Baña, Val do Dubra o Dumbría.  Una vez a la semana se realiza un mercado al aire libre en la conocida como "campo da feira". Finalmente, también se realizan ferias de ganado de cierta importancia. Dos veces al año se realizan ferias de oportunidades (feira multisectorial e feira da primavera).
En cuanto al sector industrial, cabe destacar la importancia de la industria láctea y agropecuaria, así como la de materiales y equipos para la construcción.
Antiguamente la actividad minera de Wolframio fue un factor determinante para el desarrollo económico del municipio: En Santa Comba, durante la Segunda Guerra Mundial, existió la explotación más importante de Europa, llegando a trabajar en ella más de 4.000 personas cuando esta funcionaba a pleno rendimiento
Otro factor que ha influido en la economía del municipio es la alta emigración de su población; hasta mediados de los años cincuenta, esta se producía fundamentalmente a los destinos latinoamericanos, en especial a Brasil, donde los emigrantes levantaron importantes empresas dedicadas al sector Hotelero, también en Argentina, Uruguay y Venezuela. A partir de los años cincuenta el movimiento migratorio comienza a variar hacia Centroeuropa y alcanza su más alto grado de masificación, llegando, a finales de la década de los setenta a un censo donde el 60% de la población activa era emigrante. Estos dos grandes movimientos migratorios, el primero de carácter permanente y el segundo temporal, contribuyeron enormemente al desarrollo económico y sociocultural del municipio.
Actualmente, La alta tecnificación del sector ganadero, la industria local y las divisas procedentes de empresarios latinoamericanos retornados y pensionistas centroeuropeos (Suiza, Alemania y Francia principalmente) convierten a Santa Comba en el cuarto ayuntamiento de Galicia con la renta per cápita más alta de la comunidad, por detrás de La Coruña, Oleiros y Avión.

## Administración
| Periodo   | Nombre                                                       | Partido           |
| --------- | ------------------------------------------------------------ | ----------------- |
| 1979-1983 | José Manuel Arufe Rieiro                                     | IXSC              |
| 1983-1987 | José Manuel Arufe Rieiro                                     | IXSC              |
| 1987-1991 | José Manuel Arufe Rieiro                                     | IXSC              |
| 1991-1995 | José Toja Parajó                                             | PP                |
| 1995-1999 | José Toja Parajó                                             | PP                |
| 1999-2003 | José Toja Parajó                                             | PP                |
| 2003-2007 | José Toja Parajó                                             | PP                |
| 2007-2011 | José Antonio Ucha Velo - Miguel Pérez Fernández              | PSdeG-PSOE / IXSC |
| 2011-2015 | Antonio Manuel Landeira Gallardo - María José Pose Rodríguez | PP                |
| 2015-2019 | José Antonio Ucha Velo - María José Pose Rodríguez           | PSdeG-PSOE / PP   |
| 2019-2023 | David Barbeira García - María José Pose Rodríguez            | CxG/PP            |
| 2023-act. | Alberto Romar Landeira                                       | PSdeG-PSOE        |

### Evolución de la deuda viva
El concepto de deuda viva contempla sólo las deudas con cajas y bancos relativas a créditos financieros, valores de renta fija y préstamos o créditos transferidos a terceros, excluyéndose, por tanto, la deuda comercial.
| Gráfica de evolución de la deuda viva del ayuntamiento entre 2008 y 2014                             |
| |
| Deuda viva del ayuntamiento en miles de Euros según datos del Ministerio de Hacienda y Ad. Públicas. |

La deuda viva municipal por habitante en 2014 ascendía a 78,81 €.

## Ocio
El enclave ofrece grandes posibilidades para los aficionados a la caza y la pesca; el río Jallas y sus afluentes destacan por sus truchas y los montes por sus conejos y liebres. Existe una arraigada tradición de cazadores y pescadores en la zona, siendo la Sociedad de Caza y Pesca "Xallas", la encargada de la gestión cinegética de sus montes desde hace muchos años.
Además, el municipio despunta como centro de ocio nocturno a nivel comarcal y provincial. con cerca de 250 locales de hostelería y una afluencia que en muchos fines de semana supera las 7000 personas.